# 北凤酒
北凤酒是宁安出产的一系列白酒，源于当地1894年成立的“义发源烧锅”，1947年被当局改建成宁安县制酒厂，后数度易名。酒厂于1986年引进了西凤酒厂技术和管理方式，成功研发出兼香型白酒“北凤酒”。